# Oslo (contea)
Oslo è una contea della Norvegia che coincide con la capitale, Oslo. Con una popolazione di oltre 650 000 abitanti, raccoglie il 12% circa della popolazione norvegese.

## Informazioni generali
Oslo occupa il territorio che si stende al limite settentrionale del fiordo che porta il suo nome. In tutte le altre direzioni la città è circondata da colline verdeggianti. Nei dintorni si trovano una quarantina di isole, la più importante delle quali è Malmøya (0,56 km²), ed anche 343 laghi. Questi ultimi costituiscono un'importante fonte d'acqua potabile per tutta la zona occidentale della città.
Il punto più elevato è la collina Kirkeberget, di 629 metri. Per quanto la superficie occupata dalla città sia molto vasta rispetto alle altre metropoli europee, la popolazione è ridotta: il territorio municipale contiene numerosi parchi e spazi aperti, che gli danno un aspetto verdeggiante e arioso.
Benché la maggior parte delle foreste e dei laghi che attorniano Oslo sia di proprietà privata, c'è un ampio consenso popolare circa la loro conservazione, al punto da nuocere allo sviluppo della città: molti quartieri di Oslo soffrono infatti di congestione, cosa comunque compensata da un tipo di vita unico offerto ai cittadini, con un accesso pressoché immediato alla natura selvaggia.

## Amministrazione
La città di Oslo costituisce una contea dotata di un particolare tipo di funzionamento: il governo della città (Byråd in norvegese), basato sul parlamentarismo, è affidato a sei commissari (i byråder) nominati dal consiglio municipale. Quest'ultimo, costituito da 59 membri eletti dagli abitanti, rimane comunque la massima autorità della città e controlla l'attività dei commissari.
Dopo l'ultima riforma, entrata in vigore il 1º gennaio 2004, la città è stata inoltre suddivisa in 15 « borghi » (bydel) dotati di un alto grado di autonomia.
- Bjerke
- Bygdøy-Frogner
- Bøler
- Ekeberg-Bekkelaget
- Furuset
- Gamle Oslo
- Grefsen-Kjelsås
- Grorud
- Grünerløkka-Sofienberg
- Hellerud
- Helsfyr-Sinsen
- Lambertseter
- Manglerud
- Nordstrand
- Romsås
- Røa
- Sagene-Torshov
- Sogn
- St. Hanshaugen-Ullevål
- Stovner
- Søndre Nordstrand
- Ullern
- Uranienborg-Majorstuen
- Vinderen
- Østensjø